# Starr Nunatak
Starr Nunatak är en nunatak i Antarktis. Den ligger i Östantarktis. Nya Zeeland gör anspråk på området. Toppen på Starr Nunatak är 4 meter över havet.
Terrängen runt Starr Nunatak är lite kuperad. Havet är nära Starr Nunatak åt sydost. Trakten är obefolkad. Det finns inga samhällen i närheten.